# Brat (album van Charli XCX)
Brat is het zesde studioalbum van de Engelse zangeres Charli XCX, uitgebracht door Atlantic Records op 7 juni 2024. De productie is in handen van Charli XCX, haar vaste uitvoerend producent AG Cook, Finn Keane, Cirkut, haar partner George Daniel en anderen. Het album is geïnspireerd door de Britse ravemuziekscene uit de jaren 2000, met een agressiever clubgeluid dan haar vorige album, Crash (2022).
Op commercieel vlak bereikte Brat de nummer-éénpositie in het Verenigd Koninkrijk, Australië en Ierland en bereikte de top tien in twaalf andere landen, waaronder Nederland en België. In Nederland was het de hoogste positie van Charli XCX in de Album top 100 (nummer vier). Een deluxe editie, Brat and It's the Same but There's Three More Songs So It's Not, met drie extra nummers werd uitgebracht op 10 juni 2024. Een remixalbum met 20 gastartiesten, getiteld Brat and It's Completely Different but Also Still Brat, werd uitgebracht op 11 oktober 2024.

## Invloed op populaire cultuur en politiek
De minimalistische Brat-hoes, met zijn felgroene kleur en eenvoudige typografie, groeide uit tot een cultureel fenomeen. De stijl werd geassocieerd met de confronterende aard van het album, en leidde tot de virale trend genaamd "Brat summer". Een online "Brat generator" waarmee gebruikers hun eigen aangepaste versies van de hoes konden maken, droeg bij aan de populariteit. Op de dag van de albumrelease werd het reuzenrad London Eye verlicht in het kenmerkende limoengroen. National Geographic verwees naar de "brat girl"-persona in een artikel over rebelse vrouwelijke iconen door de geschiedenis heen, waaronder Cleopatra VII en George Sand. Op 31 oktober 2024 werd "brat" uitgeroepen tot woord van het jaar door de Collins English Dictionary. Forbes noemde "Brat summer" op 11 december een van de belangrijkste popcultuurmomenten van 2024.
Ook politiek vond het ontwerp weerklank. Tijdens de Britse parlementsverkiezingen gebruikte de Green Party een aangepaste versie van de hoes met de tekst "vote green", terwijl burgemeester Sadiq Khan een bewerking gebruikte op Instagram om milieubeleid te promoten. In de Verenigde Staten veranderde het Biden-Harris-campagneaccount zijn naam in "Kamala HQ" en nam een parodie op de hoes over met het opschrift "kamala hq", nadat Charli XCX vice-president Harris had omschreven als "brat". Hoewel Charli zei dat dit geen expliciete steun betrof, verklaarde ze "blij te zijn te helpen voorkomen dat de democratie faalt". De associatie met Harris leidde tot tal van TikToks waarin Brat-muziek werd gecombineerd met videobeelden van haar. Op Real Time with Bill Maher omschreef Van Jones de campagne later spottend als "from brat to flat".

## Awards, nominaties, en ontvangst
Brat werd aan het einde van 2024 opgenomen in tal van jaarlijsten van prominente muziekpublicaties waarin de beste albums van het jaar werden gerangschikt. Volgens recensieverzamelaar Metacritic behaalde het album de hoogste gemiddelde score van alle uitgebrachte albums in 2024. In oktober 2024 stond Brat bovendien op de 16e plaats in de lijst van best beoordeelde albums aller tijden op de site. Ook de kranten The Guardian, Billboard, The New York Times en The Washington Post plaatsten het album bovenaan hun eindjaarslijsten.
Het album werd genomineerd voor 8 Grammy's waaronder de prijs van Album of the Year. Het album won uiteindelijk de prijs voor Best Dance / Electronic Album en Best Recording Package. Ook won het de Brit Award voor British Album of the Year. 

## Tracklist
| Nr.           | Titel                           | Schrijver(s)                                                                                       | Producent(en)                                                               | Duur  |
| ------------- | ------------------------------- | -------------------------------------------------------------------------------------------------- | --------------------------------------------------------------------------- | ----- |
| 1.            | "360"                           | - Charlotte Aitchison - Alexander Guy Cook - Henry Walter - Finn Keane - Omer Fedi - Blake Slatkin | - Cirkut - A. G. Cook - Keane                                               | 2:13  |
| 2.            | "Club Classics"                 | - Aitchison - George Daniel                                                                        | - Daniel - Cook                                                             | 2:33  |
| 3.            | "Sympathy Is a Knife"           | - Aitchison - Keane - Jonathan Christopher Shave                                                   | - Keane - Charli XCX                                                        | 2:31  |
| 4.            | "I Might Say Something Stupid"  | - Aitchison - Mike Lévy                                                                            | - Gesaffelstein - Bart Schoudel                                             | 1:49  |
| 5.            | "Talk Talk"                     | - Aitchison - Cook - Ross Matthew Birchard                                                         | - Hudson Mohawke - Cook                                                     | 2:41  |
| 6.            | "Von Dutch"                     | - Aitchison - Keane                                                                                | Keane                                                                       | 2:44  |
| 7.            | "Everything Is Romantic"        | - Aitchison - Pablo Díaz-Reixa                                                                     | - El Guincho - Cook - XCX - Jasper Harris - Marlonwiththeglasses - Jae Deal | 3:23  |
| 8.            | "Rewind"                        | - Aitchison - Walter - Cook                                                                        | - Cirkut - Cook                                                             | 2:48  |
| 9.            | "So I"                          | - Aitchison - Keane - Shave                                                                        | - Shave - Cook                                                              | 3:31  |
| 10.           | "Girl, So Confusing"            | - Aitchison - Cook                                                                                 | Cook                                                                        | 2:54  |
| 11.           | "Apple"                         | - Aitchison - Daniel - Linus Wiklund - Noonie Bao                                                  | - Daniel - Wiklund - Cook - XCX                                             | 2:31  |
| 12.           | "B2B"                           | - Aitchison - Lévy                                                                                 | - Gesaffelstein - Fedi - Cook - Schoudel                                    | 2:58  |
| 13.           | "Mean Girls"                    | - Aitchison - Cook - Birchard                                                                      | - Cook - Hudson Mohawke                                                     | 3:09  |
| 14.           | "I Think About It All the Time" | - Aitchison - Cook - Keane - Shave                                                                 | - Cook - Keane                                                              | 2:15  |
| 15.           | "365"                           | - Aitchison - Cook - Walter                                                                        | - Cook - Cirkut                                                             | 3:23  |
| Total length: | Total length:                   | Total length:                                                                                      | Total length:                                                               | 41:23 |

| .             | Titel             | Schrijver(s)                                       | Producent(en)          | Lengte |
| ------------- | ----------------- | -------------------------------------------------- | ---------------------- | ------ |
| 16.           | "Hello Goodbye"   | - Aitchison - Cook                                 | Cook                   | 3:39   |
| 17.           | "Guess"           | - Aitchison - Harrison Patrick Smith - Dylan Brady | The Dare               | 2:22   |
| 18.           | "Spring Breakers" | - Aitchison - Cook - Keane - Shave                 | - Cook - Keane - Shave | 2:23   |
| Total length: | Total length:     | Total length:                                      | Total length:          | 49:46  |